# 唐·羅賓森
唐·艾倫·「唐尼」·羅賓森（英語：Don Allen "Donnie" Robinson，1957年6月8日—），綽號「穴居人」，為前美國職棒大聯盟的投手，生涯曾效力於海盜、巨人、天使與費城人等隊。
羅賓森在1978年登上大聯盟，菜鳥年他便拿下14勝6敗，防禦率3.47。他的勝率在那年僅次於賽揚獎得主蓋洛·佩里。他在新人王票選拿下第三，賽揚獎票選拿下第八。
隔年他拿下8勝8敗，防禦率3.87。他在季後賽先發6場，最後海盜也順利拿下世界大賽冠軍。
除了投球之外，羅賓森的打擊能力也很出色。他生涯共敲出13轟與69分打點，打擊率也有2成31。他也拿下過三座銀棒獎。
1984年，羅賓森獲得哈奇獎。1987年4月18日，他被麥克·舒密特敲出生涯第500轟。1990年，羅賓森先發對決費城人的Terry Mulholland，但最後Mulholland投出無安打比賽。
1989年，他跟著巨人打進世界大賽，不過最後被運動家橫掃。後來他於1992年退休，目前在佛羅里達州立學院棒球隊擔任投手教練。

## 外部連結
- 球員資訊和成績在MLB，ESPN，Retrosheet ，Baseball Reference ，Fangraphs，The Baseball Cube （英文）